# ترودی یانگ
ترودی یانگ (انگلیسی: Trudy Young؛ ‏ ۱ ژانویهٔ ۱۹۵۰) بازیگر اهل کانادا است.
از فیلم‌هایی که وی در آن‌ها نقش داشته‌است، می‌توان به دو اشاره نمود.
یکی از دلایل شهرت او، صداپیشگی در نقش یک گروپی در ترانهٔ «یکی از دگرگونی‌های روحی من» از آلبوم دیوار پینک فلوید است.